# Dina Meshref
Dina Meshref, née le 10 mars 1994 à Québec, est une pongiste égyptienne.

## Carrière
En 2011, elle remporte la médaille d'or par équipes et la médaille de bronze en double dames  et en double mixte aux Jeux africains à Maputo et la médaille d'or en simple, en double dames et par équipes aux Jeux panarabes à Doha.
Elle est médaillée de bronze par équipe aux Jeux méditerranéens de 2013, puis obtient aux Jeux africains de 2015 la médaille d'argent en double dames et la médaille de bronze en double mixte.
Elle remporte l'or en simple dames aux Jeux méditerranéens de 2018.
Elle est médaillée d'or en simple dames, en double mixte et par équipe et médaillée de bronze en double dames aux  Jeux africains de 2019.
Aux Championnats d'Afrique de tennis de table 2021 à Yaoundé, elle est médaillée d'or en double mixte avec Omar Assar ainsi que médaillée de bronze en simple dames.
Aux Jeux méditerranéens de 2022 à Oran, elle remporte la médaille d'or par équipes.
Elle remporte la médaille d'argent en simple dames aux Jeux africains de 2023 à Accra, s'inclinant face à sa compatriote Hana Goda ; elle est aussi médaillée d'or par équipes dames lors de ces Jeux.

## Famille
Elle est la nièce de la pongiste Nihal Meshref.